# Evarcha falcata
Evarcha falcata è una specie della famiglia Salticidae presente nell'ecozona paleartica.
Le femmine sono lunghe circa 7 mm, i maschi sono in genere più piccoli.
Sono state riconosciute due sottospecie:
- Evarcha falcata nigrofusca (Strand, 1900) (Norvegia)
- Evarcha falcata xinglongensis (Yang & Tang, 1996) (Cina)

## Collegamenti esterni

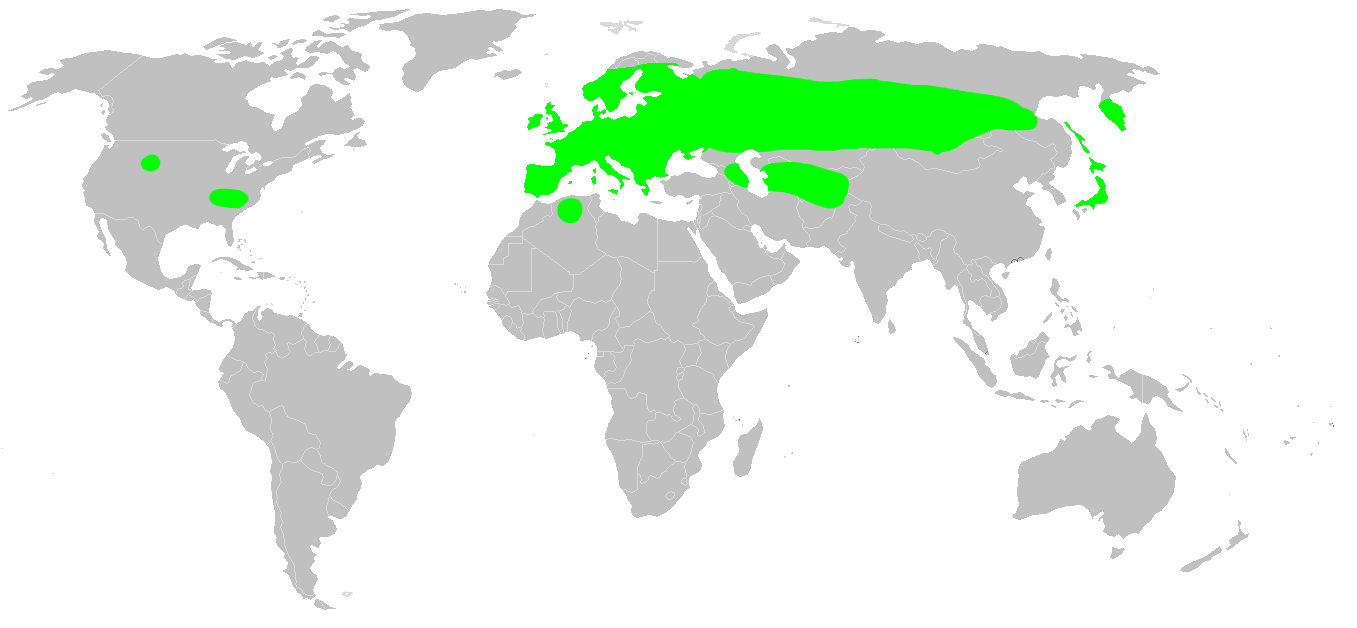
Zona di distribuzione della specie Evarcha falcata